# Múmia de Manchester

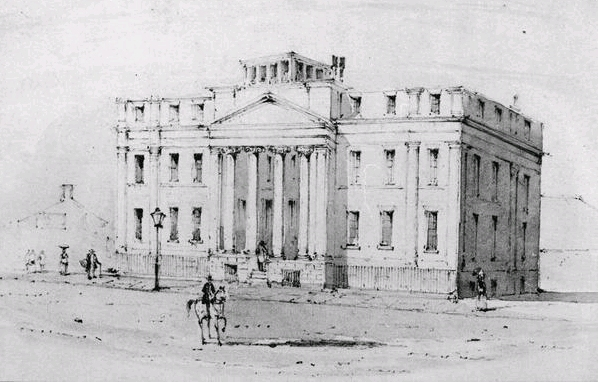
O Museu da Sociedade de História Natural de Manchester em cerca de 1850, onde o corpo mumificado de Hannah Beswick foi exibido.

Hannah Beswick (1688 – fevereiro de 1758) foi uma mulher rica que tinha medo patológico do enterro prematuro. Após sua morte, seu corpo foi embalsamado e mantido acima do solo, para ser periodicamente verificado em busca de sinais de vida.
Apesar de que o método de embalsamento não foi registrado, acredita-se que provavelmente envolveu a substituição do sangue por uma mistura de terebintina e vermelhão. O corpo foi então colocado em uma caixa de um velho relógio e armazenado na casa do doutor Charles White, o médico da família de Hannah. A aparente excentricidade de Hannah Beswick acabou convertendo-a em uma celebridade local, e os visitantes podiam vê-la na casa de White.
O corpo mumificado de Hannah foi eventualmente deixado em testamento para o Museu da Sociedade de História Natural de Manchester, onde foi colocado em exibição e adquiriu o apelido de Múmia de Manchester, ou Múmia de Birchin Bower.[a] A coleção do museu foi posteriormente transferida para a Universidade de Manchester, quando foi decidido, com a permissão do Bispo de Manchester, que Hannah deveria finalmente ser enterrada. A cerimônia ocorreu no cemitério de Harpurhey em 22 de julho de 1868, mais de 110 anos após sua morte. A sepultura em que se encontram seus restos mortais não foi sinalizada.

## Antecedentes

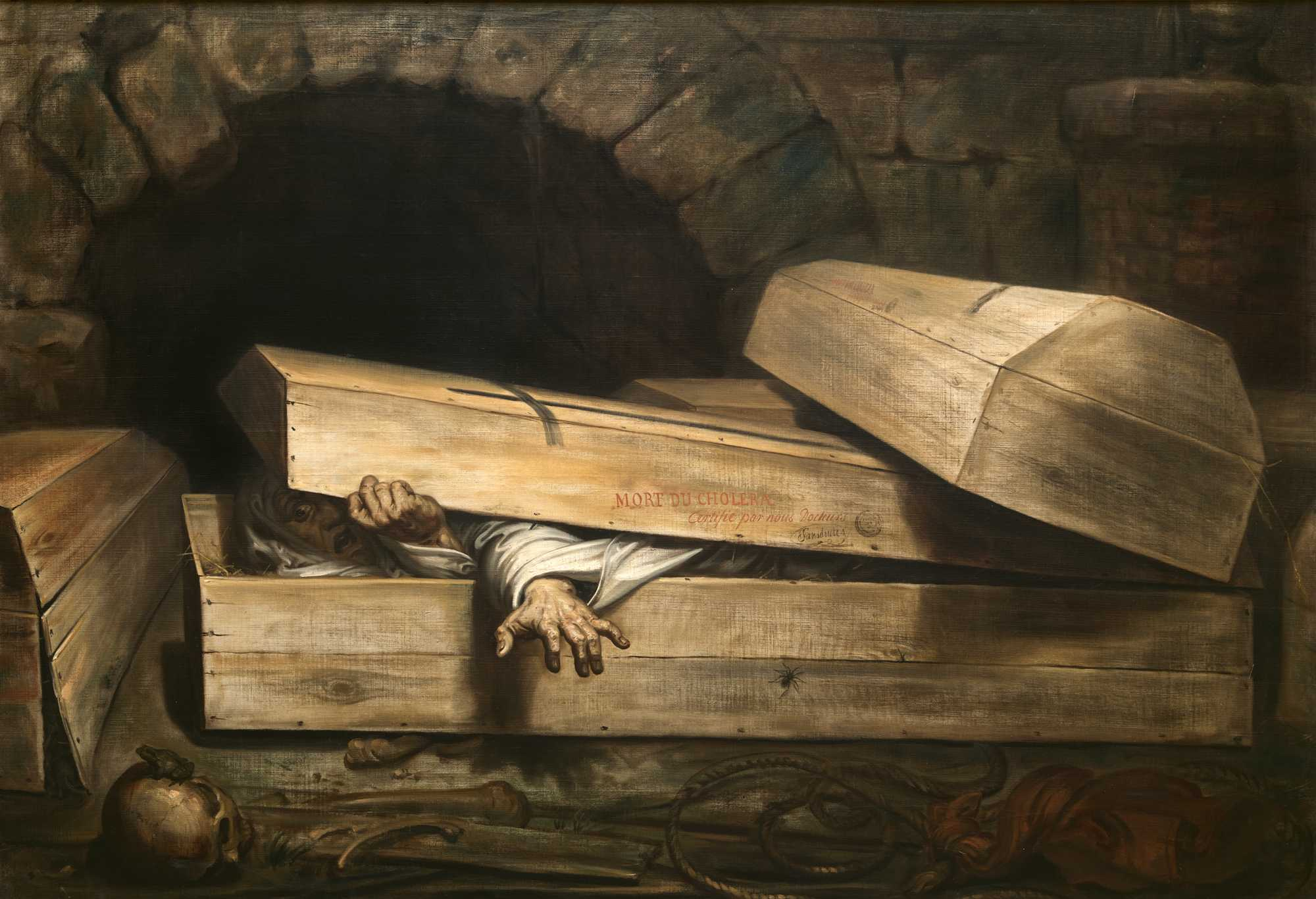
L'Inhumation précipitée (O Enterro Prematuro), de Antoine Wiertz, 1854.

Em meados do século XVIII, aumentou entre a sociedade o temor pelo enterro prematuro, e houve muito debate sobre as incertezas dos sinais da morte. Várias sugestões foram feitas para testar os sinais de vida antes do enterro, variando de derramar vinagre e pimenta na boca do cadáver a aplicar ferro quente nos pés, ou até mesmo no reto. Em 1895, o médico J. C. Ouseley afirmou que cerca de 2,7 mil pessoas foram enterradas prematuramente a cada ano na Inglaterra e no País de Gales, embora outros estimaram que o número seria mais próximo de oitocentas.
Hannah Beswick nasceu em 1688, sendo filha de John e Patience Beswick, de Cheffe Old Hall, Manchester. Ela herdou uma riqueza considerável de seu pai, que morreu em 1706. Alguns anos antes de sua própria morte, um dos irmãos de Hannah, John, tinha mostrado sinais de vida quando a tampa de seu caixão estava prestes a ser fechada. Um enlutado percebeu que as pálpebras de John pareciam estar cintilantes e, após examiná-lo, o médico da família, o Dr. Charles White, confirmou que ele ainda estava vivo. John recuperou a consciência alguns dias depois, e viveu por muitos anos.
Jessie Dobson, registradora do museu da Faculdade Real de Cirurgiões da Inglaterra, disse que parece haver muitas "imprecisões e contradições" nos relatos dos eventos que se seguiram à morte de Hannah em 1758. Muitos sugerem que ela deixou £ 25 mil (equivalente a cerca de £ 3 milhões em 2017) para White, um pioneiro em obstetrícia e um dos fundadores da Enfermaria Real de Manchester, com a condição de que seu corpo fosse mantido acima do solo, e que periodicamente fosse realizado exames em busca de sinais de vida. No entanto, o testamento de Hannah, datado de 25 de julho de 1757 (menos de um ano antes de sua morte), afirma que White deveria receber somente £ 100 (£ 12 mil, atualizados em 2017), e que £ 400 (£ 48 mil em 2017) fossem destinados a despesas funerárias. Algumas versões sugeriram que White era o executor do testamento de Hannah e que ele recebeu £ 400, dos quais foi autorizado a manter qualquer superávit após a despesa do funeral ter sido paga. Ter embalsamado Hannah, portanto, permitiu-lhe manter o montante total. Alternativamente, sugeriu-se que White estava devendo a Hannah, uma dívida que teria que ser reembolsada após o funeral, o que foi evitado por seu embalsamento, e que Hannah nomeou Mary Graeme e Esther Robinson para executar seu testamento, e não White. Em 1866, mais de cem anos após sua morte, os detalhes do testamento de Hannah ainda estavam sendo contestados.

## Embalsamento

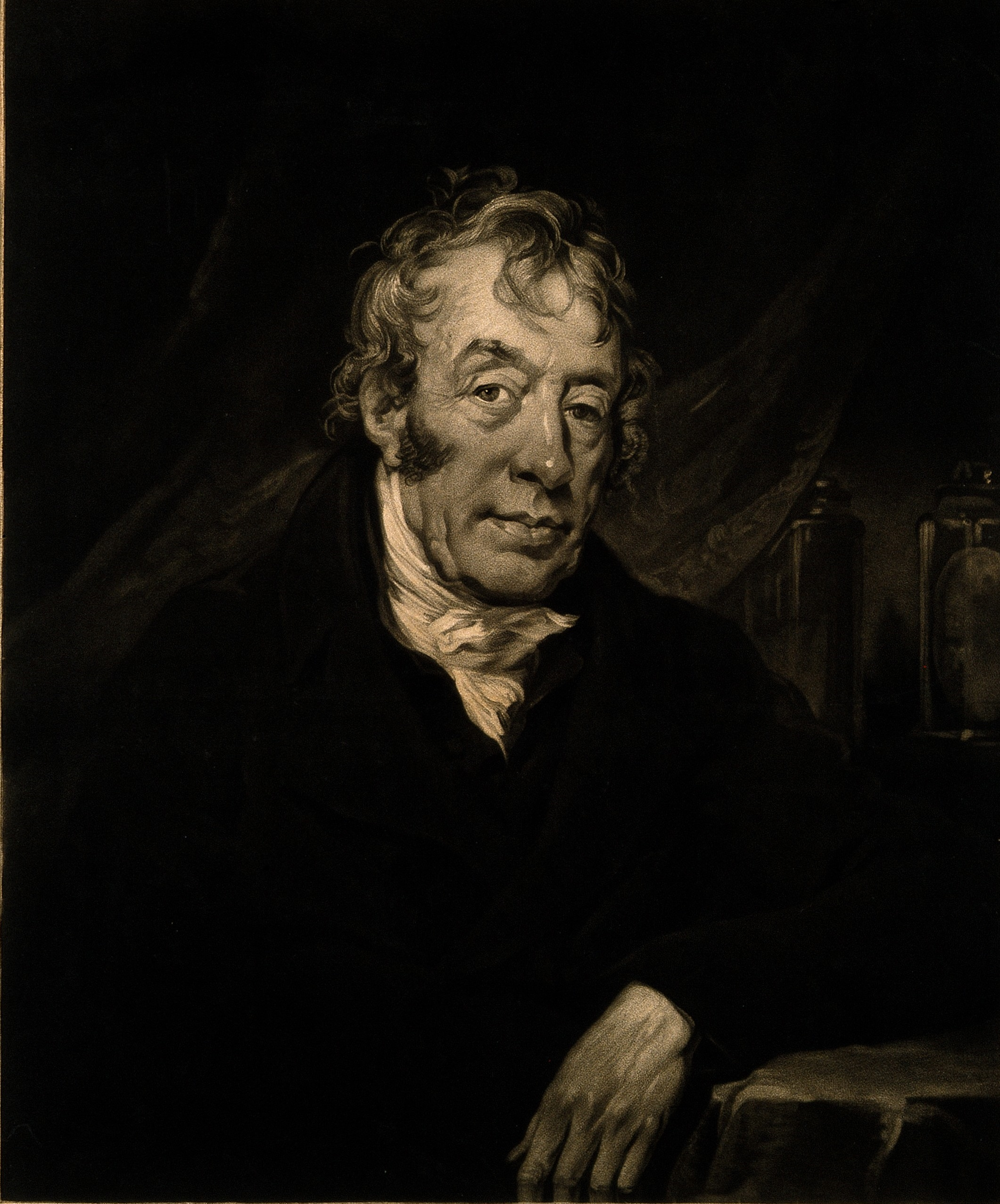
Charles White.

No testamento de Hannah em 1757, não há nenhuma menção de que desejava ser embalsamada. Sugeriu-se que White tivesse sido solicitado a manter o corpo de Hannah acima do solo até que se tornasse óbvio que ela estava realmente morta, mas que ele não conseguiu resistir a tentação de adicionar uma múmia à sua coleção de exposições, e assim tomou a decisão de embalsamá-la. White desenvolveu um interesse particular em anatomia enquanto estudava medicina em Londres e estava construindo uma coleção de "curiosidades", que, no momento de sua morte, incluía o esqueleto de Thomas Higgins, um assaltante enforcado por roubar, bem como a múmia de Hannah Beswick.
O método de embalsamamento usado por White não foi registrado, mas em 1748 ele estudou com o anatomista William Hunter, que desenvolveu um sistema embalsamento arterial, e portanto é provável que White usou o mesmo método. Foi injetada uma mistura de terebintina e vermelhão nas veias e artérias, após a qual os órgãos teriam sido removidos do tórax e do abdômen e colocados na água para limpar e reduzir o seu volume. Recolheu-se a maior quantidade de sangue possível e todo o corpo foi lavado com álcool. O próximo estágio teria sido substituir os órgãos e repetir a injeção de terebintina e vermelhão. As cavidades do corpo teriam sido preenchidas com uma mistura de cânfora, nitre e resina, antes que o corpo fosse costurado e todos os orifícios preenchidos com cânfora. Após uma lavagem final, o corpo teria sido embalado em uma caixa contendo gesso de Paris, para absorver qualquer umidade, e então provavelmente revestido com alcatrão, para preservá-lo.

## Exibição
O corpo mumificado de Hannah foi inicialmente mantido na Ancoats Hall, a casa de outro membro da família Beswick, mas logo depois foi movido para um quarto na casa de White em Cheshire, onde foi armazenado em uma caixa de um antigo relógio. A aparente excentricidade de Hannah fez dela uma celebridade; o autor Thomas de Quincey foi um dos que a viram na casa de White. Após a morte de White em 1813, o corpo de Hannah foi legado ao Dr. Ollier e, depois de sua morte, em 1828, foi doado ao Museu da Sociedade de História Natural de Manchester, onde se tornou conhecida como a Múmia de Manchester, ou a Múmia de Birchin Bower. Ela foi exibida no hall de entrada do museu, ao lado de uma múmia peruana e uma egípcia, e seus parentes receberam acesso livre para visitá-la quando desejassem. Foi descrita por um visitante em 1844 como "um dos objetos mais notáveis do museu". A "sombra escura e fria de sua múmia pairava sobre Manchester em meados do século XVIII", segundo a escritora Edith Sitwell.
Não há fotos de Hannah Beswick. Um dos poucos relatos contemporâneos dela é fornecido por Philip Wentworth, um historiador local:
O corpo estava bem preservado, mas o rosto estava enrugado e preto. As pernas e os troncos foram envoltos num tecido grosso, um tipo de material usado no tecido do colchão. O corpo, que era de uma velhinha, estava em um caixão de vidro.
Pouco depois da transferência do museu para a Universidade de Manchester em 1867, decidiu-se que, como Hannah estava "irrevogavelmente e inequivocamente morta", era a hora de ser enterrada. Desde 1837, a lei do Reino Unido exigia que um examinador médico emitisse uma certidão de óbito para que o enterro ocorresse; como Hannah morreu em 1758, foi feita uma petição ao Secretário de Estado, que emitiu uma ordem autorizando o sepultamento. Com a permissão do bispo de Manchester, Hannah Beswick foi enterrada em uma sepultura não sinalizada no cemitério de Harpurhey em 22 de julho de 1868, mais de 110 anos após sua morte.

## Tesouro e supostas aparições

Capa do livro The mummy of Birchen Bower and other true ghosts.

Depois de Carlos Eduardo Stuart entrar em Manchester à frente de seu exército invasor em 1745, Hannah Beswick ficou preocupada com a segurança de seu dinheiro e decidiu enterrá-lo. Pouco antes de sua morte, prometeu mostrar aos parentes onde o tesouro estava escondido, mas não sobreviveu o tempo suficiente para fazê-lo. Sua casa, Birchin Bower, foi convertida em habitação para trabalhadores após sua morte. Várias pessoas que viveram lá alegaram ter visto uma figura vestida com um vestido de seda preto e um gorro branco, uma descrição que parecia corresponder a Hannah Beswick. De acordo com testemunhas, depois de flutuar pela sala da casa, a aparição desaparecia em uma laje. Afirma-se que, enquanto cavava para ajustar um novo tear, um tecelão que morava lá descobriu o tesouro de ouro de Hannah, escondido debaixo da mesma laje. O negociante de ouro de Manchester, Oliphant, pagou ao tecelão £3 10s por cada peça de ouro, o equivalente a quase 450 libras em 2017. Birchin Bower foi demolida para dar lugar a uma fábrica da Ferranti, mas as aparições ainda foram relatadas. Em 1966, o autor Harry Ludlam publicou o livro The mummy of Birchen Bower and other true ghosts, abordando as supostas aparições.

## Nota
- Este artigo foi inicialmente traduzido, total ou parcialmente, do artigo da Wikipédia em inglês cujo título é «Manchester Mummy», especificamente desta versão.